# Ingrid Krämer-Gulbin
Ingrid Krämer-Gulbin, född Krämer 29 juli 1943 i Dresden, är en tysk inte längre aktiv simhoppare.
Krämer deltog 1958 för första gången internationellt vid Europamästerskapen där hon nådde en fjärde plats i tremetershopp samt en åttonde plats i tiometershopp. Året 1960 ingick hon i det gemensamma tyska laget vid olympiska sommarspelen i Rom. Hon vann tävlingarna i svikt och höga hopp. Under de föregående 40 åren hade de olympiska simhoppstävlingarna dominerats av idrottare från USA. Fyra år senare i Tokyo vann hon som ingående i Tysklands förenade olympiska lag en guld- och en silvermedalj (hon tävlade vid detta OS under namnet Ingrid Engel-Krämer). Dessutom nådde hon finalen vid sommarspelen 1968 i Mexico City, då hon tävlade för Östtyskland under namnet Ingrid Gulbin. Före Krämer-Gulbin var bara Pat McCormick framgångsrikare med dubbla vinster 1952 i Helsingfors samt 1956 i Melbourne.
För vinsterna i Rom valdes Krämer-Gulbin 1960 till årets kvinnliga idrottare (Sportlerin des Jahres) i både Östtyskland och Västtyskland. Hon valdes 1975 som första östtyska person i simsportens internationella Hall of Fame.
Efter karriären blev Krämer-Gulbin tränare för bland annat Martina Jäschke och Jan Hempel. Efter Tysklands återförening hade hon anställningar inom fysioterapin samt i banksektorn.